# Estrilda charmosyna
La estrilda ventrirrosada (Estrilda charmosyna) es una especie de ave paseriforme de la familia Estrildidae propia de África oriental.

## Distribución
Se encuentra en África oriental, distribuido por Etiopía, Kenia, Somalia, Sudán del Sur y Tanzania, ocupando una extensión aproximada de unos 400.000 km².